# Amursidensvans
Amursidensvans (Bombycilla japonica) är en östasiatisk fågel i familjen sidensvansar inom ordningen tättingar.

## Utseende och läte
Amursidensvansen är en 18 centimeter lång mestadels rosabrun fågel. Den har liksom sina släktingar en spetsig tofs, svart haklapp och svart streck genom ögat. Vidare syns blekgul mitt på buken och en svart stjärt med röd spets. Vingarna är mönstrade i svart, grått och vitt med ett rödbrunt streck tvärs över. Olikt andra sidensvansar saknar den raden av röda vaxartade fjäderspetsar som gett fåglarna dess namn på engelska (waxwing = "vaxvinge"). Sidensvansen (B. garrulus) förekommer ofta i blandflockar med amursidensvansen, men denna är också större samt har grått mitt på buken och gult på stjärtspetsen men saknar det rödbruna strecket över vingen. Lätet är likt de övriga sidensvansarna, ett ljust silvrig drill.

## Utbredning och systematik
Amursidensvansen häckar i sydöstra Sibirien och i nordöstra Kina i provinsen Heilongjiang. Den övervintrar till södra Kina och Ryukyuöarna, men utbredningsområdet vintertid varierar liksom för de övriga sidensvansarna år från år. Den ses fåtaligt på Hokkaido men är vanligare i sydvästra Japan där den är flertaligare än sidensvansen. I Nord- och Sydkorea är den ovanlig, i Kina ovanlig i norr och sällsynt i söder, liksom på Taiwan. Arten har tillfälligt påträffats i Hongkong. Flera observationer finns från Europa, men dessa har bedömts röra sig om burrymlingar. Ett möjligt spontant fynd finns dock från Polen då en ung hane sågs 4-11 januari 2009.

## Levnadssätt
Amursidensvansen häckar i barrskogar. Vintertid påträffas den i öppet skogslandskap eller jordbruksbygd i låglänta områden eller låga bergsområden. Den besöker ofta parker och trädgårdar i jakt på frukt och bär. Sommartid äter den även insekter.

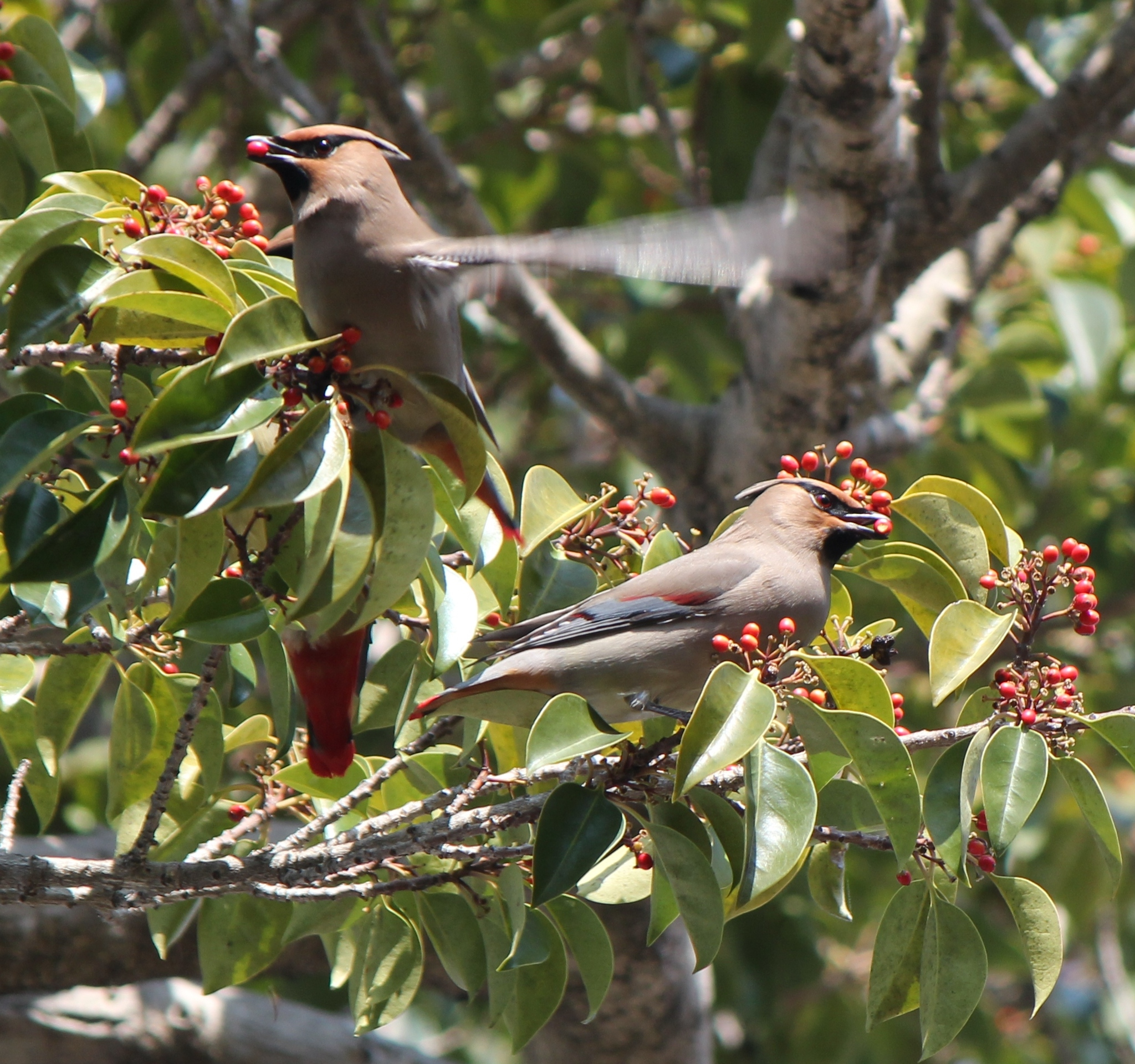
En flock med amursidensvans som äter bär från Ilex rotunda.

## Status
Amursidensvansen tros ha en rätt liten världspopulation och hotas av både habitatförlust och fångst för burfågelsmarknaden. Internationella naturvårdsunionen IUCN kategoriserar därför arten som nära hotad och noterar att dess bestånd bör bevakas noggrant.